# 대한민국 제4공화국
대한민국 제4공화국(大韓民國第四共和國)은 1972년 10월 유신으로 수립된 대한민국의 네 번째 공화 헌정 체제이다. 유신 체제로 불리기도 하는 대통령 1인 독재 체제였다. 1972년 7·4 남북 공동 성명을 이용하여 10월 17일, 당시 헌법을 개정하면서까지 장기 집권을 추구하던 대통령 박정희는 전국에 비상계엄령을 선포하고 국회 해산, 정당 활동 중지, 일부 헌법의 효력 정지 등의 비상조치를 발표하고 통일주체국민회의를 구성했다. 11월 21일 국민 투표로 유신 헌법을 확정하였고, 12월 23일 대통령으로 박정희를 선출, 27일 취임했다. 이것이 10월 유신으로 이 시기를 유신 시대라 부르기도 한다. 제4공화국 정부는 10·26 사건이 일어나 막을 내렸다.

## 성립 배경

### 10월 유신
10월 유신(十月維新)은 1972년 박정희 정권이 제3공화국 헌법을 제4공화국 헌법으로 개헌한 것을 말한다. 이 때의 헌법을 유신 헌법이라 하며, 유신헌법이 발효된 기간을 유신 체제라고도 부른다.
제4공화국 헌법은 대통령이 국회의원의 3분의 1과 모든 법관을 임명하고 긴급 조치권, 국회 해산권을 가지며 임기 6년에 연임할 수 있었으며, 대통령 선출 제도가 직선제에서 통일주체국민회의의 간선제로 바뀜으로서 행정·입법·사법의 3권이 모두 대통령에게 집중된 제왕적 대통령제로 1인 영구 집권 체제인 총통제(總統制)를 채택하였다.

## 정치
긴급 조치 1호에서 9호를 발동하여 개헌 논의 일체를 금지하고, 반정부 세력에 대한 정치 활동, 언론 및 표현의 자유에 심대한 제한을 가하였다. 이 헌정 체제 하에서 많은 민주화 운동과 그에 대한 탄압이 벌어졌다.
1973년에는 독재에 저항하던 정치인 김대중이 일본에서 납치되는 김대중 납치사건이 발생하였고, 1974년에는 계속되는 민주화 운동을 억압하기 위한 긴급조치가 선포되고, 1975년에는 고려대학교에 군대가 투입되었다. 김대중 납치사건과 제2차 석유파동으로 인한 경제 위기 등으로 유신 체제에 대한 비판적인 목소리는 높아만 갔다. 박정희는 이러한 움직임을 차단하고자, 1975년 인혁당 재건 사건 관련자를 민청학련의 배후로 지목하여 8명을 대법원 확정 판결(2007년 재심에서 무죄 확정) 이튿날 사형 집행하는 등 정권 반대자에 대한 탄압을 강화하였다. 5월 13일에는 유신헌법에 절대적인 권한을 부여하는 긴급조치 9호를 선포하였다.
1975년 10월 8일 대한민국 제9대 국회에서 여성 의원 김옥선은 반 유신헌법 취지 발언을 했고, 이로 인해 의원직 사퇴, 공민권 제한이라는 파동을 일으켰다. 1978년에는 통일주체국민회의를 통한 간접선거로 박정희가 제9대 대통령 선거에 당선되어 5선에 성공했다. 하지만 5개월 후 치러진 제10대 국회 의원 선거에서 집권 민주공화당이 야당인 신민당에 득표율에서 뒤지는(다른 야당인 민주통일당까지 더하면 득표율 격차는 8%에 이른다) 등 민심 이반의 조짐이 나타났다.
1979년 10월 YH 여공 신민당사 점거 농성 사건이 발생하였다. 경찰은 강제로 신민당사에 들어가 여공들을 끌어내는 과정에서 1명이 추락해 사망했고 이에 항의하는 신민당 당수 김영삼 등과 마찰을 빚었다. 김영삼은 미국을 향해 박정희 정부에 대한 지지를 철회할 것을 주장했다가 국회 내에서 제명사건이 발생하기도 했다. 이 사건이 하나의 계기가 되어 1979년 10월 2일에 부산에서 대규모의 민주화 시위인 부마항쟁이 발생하였으며, 마산, 창원 등으로 확산되었다. 이는 박정희 대통령에게 큰 위기감을 주었고, 1979년 10월 20일 계엄령이 선포되며 부마항쟁은 진압되었다.
10월 26일 박정희 대통령이 김재규에 의해 살해되고, 12월 12일, 살해 장소에 함께 있었던 정승화를 전두환 등이 연행한 사건이 발생했다. 실권을 장악한 신군부 세력은 계획적인 집권 시나리오에 따라 민주화 여론을 탄압하고 국가보위비상대책기구를 설립해 제5공화국 헌법을 제정했다.

### 10·26 사건
10·26 사건은 1979년 10월 26일, 대한민국의 중앙정보부 부장이던 김재규가 박선호, 박흥주 등과 당시 대통령 박정희와 대통령 경호실장 차지철 등을 살해한 사건이다. 이 사건으로 유신체제는 붕괴되었다.
10월 26일, 삽교천 방조제 준공식과 KBS당진송신소 개소식 참석 후 귀경하여, 궁정동 안가에서 경호실장 차지철, 비서실장 김계원, 정보부장 김재규와 함께 가수 심수봉, 한양대생 신재순을 도우미로 불러 연회를 하던 중 중앙정보부장 김재규의 총에 저격당하였고 곧 국군 서울지구 병원으로 이송되었으나 오후 7시경 과다출혈로 사망하였다. 당시 박정희의 나이 만 62세였다.
김재규는 재판 과정에서 민주화에 대한 열망으로 대통령을 살해했다고 주장하였다. 당시에 박정권의 핵개발과 관련된 것, 그리고 박동선의 코리아게이트 사건 등으로 한미 관계가 악화된 점 때문에 미국 정부가 박정희의 암살을 은밀히 조장했다는 설도 있다.

### 12·12 군사 반란
12·12 군사 반란은 1979년 12월 12일, 전두환과 노태우를 중심으로 한 신군부 세력이 최규하 대통령의 승인 없이 계엄사령관인 정승화 육군 참모총장, 장태완 수도경비사령부 사령관 그리고 정병주 특수전사령부 사령관을 연행한 사건이다. 이 사건으로 당시 보안사령관이던 전두환 소장이 군부권력을 장악하고 정치적인 실세로 등장하였다.

### 5·17 쿠데타
10.26 사태 이후 한국의 모든 정치 세력은 유신헌법을 폐지하고 민주적인 내용이 담긴 헌법으로 개정하기로 합의했다. 오랜 1인 독재 체제를 마감하고 민주화를 기대하는 국민 여론이 높아졌다. 1980년 5월 12일 여야는 같은달 20일 국회개헌특위가 마련하는 헌법개정안을 접수하는 한편, 계엄해제안을 비롯한 정치문제를 논의하기로 합의하였다. 신현확 총리 역시 국회와 협의를 통해 헌법을 개정하고, 개헌 일정을 앞당긴다는 내용의 담화를 발표하였다. 전두환을 중심으로 한 신군부 세력은 반대 세력을 탄압하고 정국을 주도하기 위해 비상계엄을 전국으로 확대한 후 임시국회를 무산시키고, 국보위를 설치하여 내각을 장악한다는 취지의 집권 시나리오를 모의하였다. 신군부 세력은 5월 17일 24시 비상계엄을 전국으로 확대하고 동시에 계엄포고령 제10호를 발표하여 정치활동 금지, 휴교령, 보도검열 등의 조치들을 내렸다. 신군부 세력은 이에 항거하는 5·18 민주화운동을 유혈진압하고, 사전 계획대로 국보위를 설치하여 실질적으로 통치권을 행사했다. 신군부 세력은 최규하 대통령을 하야시킨 이후, 9월 제5공화국 헌법을 확정하고, 10월 27일 공포하였다. 이듬해 3월 3일 전두환이 대통령에 취임하면서 제5공화국은 공식적으로 출범하였다.

## 경제
박정희 정부는 유신체제하의 70년대에도 수출주도형 성장정책을 지속적으로 밀고 나갔다. 1972년부터 제3차 경제개발 5개년 계획이, 1977년부터 제4차 경제개발 5개년 계획이 시행되었는데, 이 시기에는 지금까지의 경공업 중심에서 중화학공업 우선정책으로 방향을 선회하여 경제구조에 균형이 잡히고 산업구조의 고도화를 이룩하여 본격적인 산업사회로 진입하게 됐다.
1973년에 준공된 포항제철과 1978년에 준공된 고리원자력발전소는 이 시기 중화학공업의 상징적인 사업이었다. 1973년 1월 중화학공업정책 육성을 선언하면서 공업진흥청을 신설했다. 같은해 3월 중화학공업의 기반을 확충하기 위해 온산, 창원, 여수~광양, 군산~비인, 구미 등 5개 대단위공업단지 조성 계획을 수립했다. 1973년 중반 기능공 양성정책을 수립하고 1973년 10월 ~ 1974년 12월에는 이리 수출자유지역을 착공했다. 70년대에는 중동의 석유수출국가들이 석유가격을 인상하여 경제발전에 압박을 가하였으나 수출은 꾸준히 지속되어 1977년에 100억 달러, 1981년에 200억 달러를 돌파하고, 수출상품에서 공산품이 차지하는 비중이 90%를 넘어섰다. 그리고 공업생산에서 중화학공업이 차지하는 비중이 55%를 상회하게 되었다. 또한 이 시기에는 건설업체들이 중동으로 진출하여 외화를 버는 데 큰 몫을 담당하였다.
전체적으로 1960년대와 1970년대의 수출신장률은 연평균 40% 정도, 경제성장율은 8.9%를 기록하여 세계적으로도 개발도상국의 모범이 되었다. 이러한 경제성장은 민족주체성을 강조하여 국민의 자존심을 부추기고, ‘하면 된다’는 말로 대표되는 박대통령의 강력한 신념과 개발독재형의 지도력이 크게 작용한 것이 사실이다. 그리고 국민의 높은 교육열과 성취욕, 수천년 간 선진문명을 꾸려온 문화적 잠재력이 되살아난 것 또한 원동력이었다. 그러나 외형적인 경제성장의 이면에는 일부 부작용이 따랐다. 대외적으로 미국과 일본에 대한 의존성의 심화, 재벌과 정치권의 유착에서 오는 부패, 지역발전의 편차 등이 생겼다. 이러한 점들이 학생운동을 격화시키는 요인이 되었다.

## 사회

### 동아일보 백지광고 사태
1974년 12월 박정희 정부의 탄압으로 동아일보에 광고를 내기로 했었던 회사들이 무더기로 해약하고, 그 결과로 동아일보에서는 광고를 채우지 못한 부분을 백지로 내보내거나 아예 전 지면을 기사로 채워버린 사태가 발생하였다.
이 사태로 동아일보 광고가 해약되었을 뿐만 아니라, 동아일보 계열사인 동아방송에도 사태의 영향력이 퍼져서 이듬해 1월 11일 보도 프로그램 광고가 무더기로 해약되어 방송 광고 없이 프로그램을 진행하거나 몇몇 방송 프로그램은 아예 폐지하고, 심지어는 전체 방송 시간이 단축되는 일까지 벌어졌다. 광고를 평상시처럼 싣지 못한 동아일보 백지광고 사태는 무려 7개월간 이어져, 동아일보와 동아방송에 경영난을 가져왔다.
결국 동아일보 경영진이 정권에 굴복하여 당시 박정희 대통령의 군사독재에 반대하는 시위에 나갔던 직원들을 강제로 해고함으로써, 사태가 종결되었다. 당시 해고당한 직원들은 한겨레신문을 만들었다.

## 외교

### 남북 관계
CIA 비밀문서를 통해 박정희는 10월 유신을 선포하면서 북한에 미리 알린 사실도 드러났다.

### 한미 관계

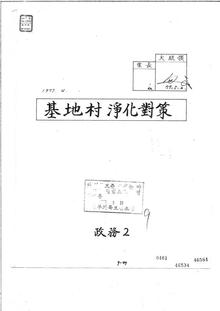
1977년 5월 2일 박정희 대통령이 서명한 기지촌정화대책.

미국의 제39대 대통령인 지미 카터의 집권기는 한미 관계 역사상 최악으로 치달았는데 그 이유로는 인권외교와 민주주의, 미군철군을 외치는 카터로 인해 박정희 대통령이 비밀리에 핵개발을 시도하였기 때문에 미국과 껄끄러운 관계였다. 1977년 1월 26일 지미 카터 미국 대통령은 주한미군의 감축을 포함한 한반도정책 전반에 대한 재검토를 국무부와 국방부 그리고 안보관련 부서에 지시했고, 박정희 대통령은 주한미군 철수정책에 초기에는 반발하다가 뒤에는 할테면 하라는 투로 응대하였다.
1977년 1월 말 지미 카터는 월터 먼데일(Walter F. Mondale) 미국 부통령을 일본에 파견하여 주한미군의 단계적 철수를 직접통보하는 성의를 보였다. 그러나 먼데일은 한국을 방문하지도 않았다. 그와 같은 외교적 무례는 박정희 대통령과 한국정부를 심히 분노하게 만들었다. 2월 15일 지미 카터에게서 서신을 받았다. 지미 카터는 스나이더 대사와 존 베시(John W. Vessey) 주한미군사령관을 통해 박 대통령에게 보낸 편지에서, 한국의 안보에 대한 미국의 공약을 재확인하면서도 주한미군의 철수문제를 제기했을 뿐만 아니라 박정희의 인권정책의 개선도 함께 촉구했다. 그러나 박정희 대통령은 이를 굴욕이나 하대로 간주하고 응하지 않았고, 한미관계는 1970년대 말에는 파국으로 치닫게 된다.
1979년 6월 29일 지미 카터 미국 대통령이 한국을 방문하였다. 도쿄에서 7개국 경제정상회담을 마친 카터는 예정상 김포공항으로 들어오게 되어 있었으나 김포지역의 안개로 착륙이 늦어져 2시간을 기다려야 했다. 환영 인파 등 겉모습으로 ‘우방’이었지만, 카터와 대면한 박정희는 인권정책과 미군철수 문제로 마찰을 빚어야만 했고 합의점을 도출해내지 못하였다. 카터는 방한 전부터 한국 내 인권 탄압이 시정되지 않으면 주한미군을 철수시키겠다고 압박했다. 카터는 영빈관에 머물러 달라는 박 대통령의 초대를 무시하고 이례적으로 서울 용산 미8군 영내에 숙소를 정했다. 정상회담에서 박 대통령은 40여 분간 카터에게 주한미군 철수의 부당성을 ‘강의’했다. 화가 난 카터는 배석했던 사이러스 밴스 국무장관에게 “이 자가 2분 이내에 입을 닥치지 않으면 나가 버리겠다”는 메모를 건넸다. 주한미군 철수 문제는 한·미 정부와 민간이 모두 말린 결과 카터는 3,000명 가량 감축하는 선에서 마무리지었다.
1960년대부터 1970년대에 박정희 정부는 미군 위안부의 성병 예방책을 강구하고 교양을 강화했다.

### 일본과의 관계
1970년 6월에는 제주도 남쪽 80,000km2를 제7광구로 정하고 한국령으로 공식 선포했다. 하지만 1972년 일본이 “한일간의 중간선에서 일본 쪽으로 넘어온 부분은 양국이 50%씩 지분을 갖고 공동개발하자”고 제의했고 한국은 이 제안을 받아들여 1974년 한일대륙붕 협정이 맺어진다. 일본이 이렇게 나오는 것은 제주도와 중국 대륙에 붙어있는 7광구의 해저지형 때문이었다. 일본과 7광구는 깊이가 8,000m에 이르는 ‘오키나와 해구’가 갈라놓고 있다. 당시까지 지배적 이론이었던 자연연장설로 볼 때 일본이 결코 유리하지 않은 상황이었다. 1972년 당시 정설이었던 자연연장설에 의하면 우리나라가 유리한 처지였으나, 박정희 정권의 공동개발 합의로 유리한 처지가 부각되지 못하였다. 그러나 정권이 이 사실을 알고 합의를 맺었는지는 알려지지 않았으며 현재 일본은 공동개발이라는 지위를 이용해 계속 지연시키고 있다. 계속 지연시키면 2028년 대륙붕 협정이 만료하는 날 자연연장설 대신 UN의 새 해양법이 적용되어서 일본에 유리하게 된다는 시각이 있다.

### 아시아·태평양과의 관계
대중국 관계는 제1공화국과 차이 없이 중화인민공화국을 적대시하고 중화민국과의 관계를 유지하였다. 중화민국의 총통 장제스가 서거하자 김종필 명의로 애도를 표시하기도 했다. 물론 중화인민공화국과의 관계 개선을 아주 등한시하지는 않았는데 중국 공산당 측이 호응하지 않아서 무위에 그쳤다.
특히 1970년도 초부터 동북아시아에서 일어나고 있는 변화는 아시아 태평양 이사회의 성격을 전환시키지 않을 수 없게 만들고 말았다. 뿐만 아니라 한국을 둘러싸고 있는 국제적인 상황은 다른 분야의 외교정책에도 계속적인 변화를 강요했다. 그런데 1975년 인도차이나 반도의 공산화 이후 태평양 지역의 외교 상황은 급격히 변모하여 많은 국가들이 중립화 경향을 표방하게 되었다. 여기에다 한 때, 태평양의 국가들간에는 노동당 정권이 들어서서 남북한과의 등거리 외교를 추구하던 적도 있었다. 한국은 이런 국가들과도 적극 외교관계를 유지·강화하면서 안보외교의 성과를 노리고 있다. 그러나 인도차이나 사태 이후 동남아 지역에서의 공산화는 한국 외교에 달갑지 않은 결과를 가져왔다.
아스팍을 주도하면서 아시아 제국간의 반공 보루를 다져오던 한국 외교는 1975년 월남의 공산화에 이어 라오스·캄보디아까지 적화됨에 따라 궤도수정을 해야 될 새 단계에 접어들었다. 특히 월남에 국군을 보냈던 한국은 세계 외교무대에서 공산 월남의 강력한 반발을 가져와 비동맹회의 등에서 마찰을 일으키게 되었다. 인도차이나 반도 전역의 공산화는 비단 한국뿐이 아니라 그간 친미 반공노선을 추구하던 이 지역의 모든 나라들에게 커다란 충격을 주어 독자적인 외교노선의 추구를 실시하는 계기가 되었다. 더구나 1976년에 미국에서는 카터 대통령이 당선되어 대동남아 정책에 대한 인권문제와의 결부 등으로 불안이 겹치게 되자 이 지역 국가들은 자구책으로 탈미(脫美) 중립화 정책을 표방하기에 이르렀다. 이 지역 국가들은 개별적 활동으로 동남아의 중립화 목표를 추구하는 한편 1976년 2월에는 인도네시아의 발리섬에서 수뇌회담을 열고 외부의 내정간섭을 배격하는 등의 자주 연대성을 강조한 우호협력조약을 조인했다. 
이처럼 정치적 이데올로기 면에서는 외부의 간섭을 배격하는 중립화를 내걸면서 경제협력에서는 지역내의 협력을 강조하는 아시안 협력선언을 채택했다. 한편 필리핀은 아시안 외상회의에서 '초강대국의 보장 아래 동남아에서의 강대국의 각축과 지역내 간섭을 배제하며 이 지역 국가들만의 영향권으로 선언'하는 세칭 '아시안 독트린'을 제의했다. 또 인도차이나의 새로운 정치질서에 대처하기 위하여 이 지역 국가들은 중국 및 소련과의 외교관계 개선을 서두르는 중·소 양국과 국교를 맺고, 싱가포르도 대중국 유화정책을 펴기 시작했다. 이런 동남아 지역의 정치적인 변화 속에서 일본은 경제협력을 통한 반공노선의 강화를 지원하는 입장을 유지하는 한편 자국의 무역증대를 꾀했다. 따라서 한국은 이 지역에서 무역 증대를 통한 경제적 외교와 반공 강화를 위한 중립화 외교를 동시에 추구해 나갔다. 10월 16일에는 싱가포르의 리콴유 수상이 내한하여 정상회담을 갖기도 하였다. 1975년 중화민국의 장제스가 사망하자 이를 애도하는 성명을 발표하였다.
이 시기에 인도네시아, 방글라데시, 인도(이하 1973년), 네팔, 오만, 카타르(이하 1974년), 미얀마, 싱가포르(이하 1975년), 바레인(1976년), 스리랑카(1977년), 쿠웨이트(1979년)와 수교하였다.

### 서유럽과의 관계
프랑스는 1972년 제27차 유엔총회에서 한국문제 불상정안에 기권함으로써 새로운 문제점을 던져 주었다. 영국은 경제협력·통상문제 등에서는 큰 비중을 차지하지 못하나, 그 대신 정치문제에서는 한국을 적극 지원해 주었다. 그 중에서도 유엔 한국문제에 대한 영국의 기여는 특기할 만하다. 유엔에서의 한국 문제가 공산측의 활동으로 미묘해지자, 한국정부는 1971년부터 한국정책에 불상정정책(不上程政策)을 취하였다. 이러한 한국정책에 영국정부는 1971년 유엔 총회에서 한국문제 1년 연기안을 영국안으로서 제출 채택하게 하는데 적극 노력하여 성공시켰다. 1972년 제27차 유엔 총회에서도 영국은 다시 한국문제 토의 1년 연기안을 제출하고, 콜린 크로우 영국대표는 서울과 평양에서 열린 남·북 적십자회담, 7·4 공동성명을 지적하면서, 유엔의 회원국들이 한국의 이같은 노력을 도울 수 있는 최선의 방법은 유엔에서 이 문제를 끌어들임으로써 야기될 냉전(冷戰)의 신랄하고 난폭한 언어를 방지하여 화해정신에 기여하도록 하는 것이라 지적하면서 한국문제 토의 연기를 강력히 주장하여 관철시켰다. 1973년에는 핀란드와 수교하였다.

### 공산권과의 관계
1970년대 이후 세계정세가 화해와 대화의 시대로 변모하자 한국도 이에 적응할 수 있는 외교정책을 필요로 하게 되었던바 1973년 박정희 대통령은 '6·23 외교선언'을 대통령 특별성명 형식으로 발표했다. 그 내용 요지는 ① 평화통일을 위한 노력 및 남북한의 상호불침략과 대화 재개, ② 남북한이 UN 및 국제기구에 동시 가입, ③ 대공산권 국가 등에 대해서도 상호평등의 원칙하에 문호를 개방한다는 등으로 되어 있다. 이로써 지금까지의 사회주의 국가들과 단절시켜 오던 폐쇄정책 대신 문호개방 정책을 펴면서 비동맹 세력을 비롯한 다각적인 외교전략을 전개하기에 이르렀다. 그러나 6·23 선언 이후에도 소련·중국 및 동구 공산권으로부터는 아무런 반응이 없었고 다만 국제적인 화해 무드에 의한 직접·간접적인 교류가 다소 늘어나고 있을 뿐이었다. 소련과의 관계에서는 1973년 유니버시아드 대회에 한국 선수가 참가한 것을 비롯하여 1974년에는 국회 도서관과의 자료 교환이 있었고, 1975년엔 역도·레슬링 등의 선수권 대회에 한국 선수가 참가하기도 했다. 동구권과도 각종 국제회의나 대회 때 한국 대표가 입국할 수 있는 계기가 늘어나고 있는데 IPU 이사회, 적십자평화회의 등으로 유고에 입국한 것을 비롯해 1976년에는 동구권 인사가 6명이나 한국을 다녀갔다. 중국은 6·23 선언 이후에도 계속 적대감을 보이면서 오히려 소련이 한국인을 입국시킨 사실을 맹렬히 공격하는 태도를 취했다. 또한 한국 어부들이 중국의 어로(漁撈)를 방해한다는 등의 비난을 계속하면서 가끔 한국 어부들을 납치해 가서는 송환시키기도 했다. 6·23 선언 이후 한국이 보여준 개방정책에도 불구하고 한국의 대공산권 외교는 그 한계가 있었다.

### 비동맹국과의 관계
국제정세의 바로미터인 유엔의 변화에 따라 한국 외교는 유엔총회 그 자체보다 비동맹·중립지역의 국가들과 깊은 유대를 갖는 방향으로 차츰 전환해 가고 있다. 따라서 한국이 오랫동안 고수해 왔던 할슈타인 원칙은 더 이상 유리한 외교전략이 아니었으므로 수정이 불가피하게 되었다. 즉 한국과 외교관계를 맺고 있는 국가가 비록 북한과 수교를 해도 단교까지는 취하지 않으며, 오히려 그 반대로 북한과 수교중인 중립·비동맹 국가와 외교관계를 갖도록 심혈을 기울였다. 비동맹 국가와의 긴밀한 유대관계를 위해서는 이미 1975년 페루의 리마에서 열린 비동맹회의에 가입을 신청하였다. 그러나 동시에 가입신청을 제출한 북한은 승인되었으나 한국은 거부당하였는데 그 이유는 한국의 대미·친서방 편향 및 베트남 전쟁참전에 대한 비동맹국가들의 배타였다.

## 국방

### 무기 국산화와 원자폭탄 개발
1975년 전투상비군부대를 창설하였다. 병기 개발에도 노력을 들였으며 1975년 11월 함대함미사일 시험 발사에 성공하였다.1977년 1월 핵무기와 전투기를 제외한 모든 무기를 국산화하고 있음을 천명하였고 1978년 9월 26일 세계 7번째로 국산 장거리 유도탄 등과 다연발로켓 시험 발사에 성공하였다. 박정희는 1970년대에 핵개발 추진을 시도하였다. 일부의 의견으로는 박정희가 핵개발을 추진하는 과정에서 이를 반대하던 강대국에 의해 피살되었다는 의견이 제기되고 있다.

### 대통령 암살 시기에 공산권에 도발 견제
일본 정부가 박정희 전 대통령을 살해한 김재규 중앙정보부장과 미국과의 연관 가능성을 소련 측에 간접적으로 언급하였으며, 이같은 사실은 외교통상부가 '외교문서 공개에 관한 규칙'에 따라 30년이 경과해 22일 공개한 1979년 외교문서에서 드러났다. 이 문서에서 일본의 우어모도 주 모스크바 대사는 1979년 10월 29일 휘류빈 소련 외무차관을 방문한 자리에서 박 전 대통령의 서거와 관련해 "박 대통령은 미국과 밀접한 관계에 있는 중앙정보부(KCIA) 부장에게 살해된 것"이라고 설명했다.

## 같이 보기
- 박정희 정부
- 최규하 정부
- 전두환 정부